# Château-sur-Cher
Château-sur-Cher település Franciaországban, Puy-de-Dôme megyében. Lakosainak száma 67 fő (2022. január 1.). Château-sur-Cher Saint-Marcel-en-Marcillat, Chambonchard, Charron, Évaux-les-Bains, Fontanières, Saint-Hilaire és Saint-Maurice-près-Pionsat községekkel határos.

## Népesség
A település népességének változása:
| Lakosok száma | 82   | 78   | 79   | 74   | 71   | 68   | 68   | 67   | 67   |
|               | 2013 | 2015 | 2016 | 2017 | 2018 | 2019 | 2020 | 2021 | 2022 |